# Arnie Alberts
Arnoud "Arnie" Robertus Alberts (geboortenaam Dennis Tuinman) is een personage uit de Nederlandse soapserie Goede tijden, slechte tijden. De rol werd tussen oktober 1990 en oktober 1996 gespeeld door acteur Reinout Oerlemans. Het personage was een Nederlandse bewerking van het personage Alan Archer uit The Restless Years. Paul Groot verzorgde tijdens de jubileumaflevering op 1 oktober 2020 de stem van het personage.
Arnie is lange tijd gezien als de zoon van Robert Alberts en Laura Selmhorst. In het zestiende seizoen ontdekt Laura dat Guus en Conny Tuinman Arnies biologische ouders zijn.
Volgens de oorspronkelijke Australische scripts zou de rol voor niet meer dan 220 afleveringen zijn. Het personage Arnie werd, vanwege zijn populariteit, echter niet meteen daarna uit de serie geschreven.

## Levensverhaal

### Zwangerschap van Linda Dekker
Arnie zit op het Zadelhoff Lyceum en wil later rechten gaan studeren. Zijn schoolgenoten Linda Dekker, Peter Kelder en Annette van Thijn verlaten de school om te gaan werken, maar Arnie wil zijn diploma halen. Inmiddels heeft hij een relatie met Linda en iedereen ziet hen als het ideale koppel. Linda wil verder komen in de modellenwereld en probeert opdrachten binnen te halen. Rien Hogendoorn ziet haar wel zitten en hij probeert Linda tegen Arnie op te stoken, zodat hijzelf iets met haar kan beginnen.
Tijdens een feest bij de familie Dekker thuis ontdekt Linda dat ze zwanger is. Arnie besluit zijn huidige leven op te geven voor het kind, maar Linda wil nog geen kinderen. Arnie probeert tevergeefs Linda over te halen het kind te houden. Als Simon Dekker zich ermee bemoeit, loopt de situatie uit de hand. Arnie vraagt via de radio aan Els van Zijverden om hulp. Linda krijgt bezoek van de anti-abortusvereniging.
Na een etentje in De Rozenboom rijden Rien en Linda terug naar huis. Tijdens de rit krijgen ze een ongeluk en Linda verliest het kind.

### Het boerenleven
Arnie is het leven in Meerdijk zat en besluit zonder iets te zeggen weg te gaan. Tijdens het liften bevrijdt hij een man die met zijn benen klem zit tussen de auto. De man, Frank Dalstra, vraagt Arnie of hij zin heeft om iets te komen drinken. Arnie laat zich overhalen en gaat mee naar de boerderij. Daar wordt Arnie door Frank voorgesteld aan zijn vrouw Marre, dochter Terri en boerenknecht Appie. Marre schrikt als ze Arnie voor de eerste keer ziet. Hij lijkt sprekend op hun overleden zoon Johan.
Arnie wil verder reizen, maar de familie Dalstra wil dat hij blijft. Dochter Terri is erg onder de indruk van Arnie. Frank vraagt Arnie of hij mee wil helpen in het bedrijf en Arnie ziet dit wel zitten. Boerenknecht Appie Bosma begint jaloers te worden omdat Arnie alles voor elkaar krijgt. Tijdens het tractor rijden rijdt Appie de ladder van Arnie omver. Arnie heeft een paar schrammen, maar verder is er niets aan de hand. Arnie begint toch heimwee naar huis te krijgen en belt naar zijn ouders. Peter neemt op en besluit langs te komen. Arnie wil niet dat Peter aan zijn ouders vertelt waar hij zit. Peter komt een dag langs en gaat dan weer weg. Robert en Laura hebben een detective achter Peter aan laten gaan, maar de detective is Peter halverwege kwijtgeraakt. Arnie probeert het broodrooster te repareren en krijgt een stroomstoot. Terri is de enige die bij hem is, maar door een trauma kan ze niet praten. Na jarenlang niet te hebben gepraat kan ze eindelijk om hulp roepen. Arnie wordt naar het ziekenhuis gebracht en Frank belt Robert en Laura. Arnie knapt langzaam op, maar Robert en Laura zien dat Frank en Marre een soort nieuwe ouders voor hun zoon zijn geworden. Toch besluit Arnie om met zijn echte ouders mee te gaan.

### Nicole
De familie Alberts heeft nieuwe buren gekregen, mevrouw Verhaar en haar dochter Nicole. Nicole wordt verliefd op Arnie en probeert zo veel mogelijk bij hem in de buurt te komen. Arnie ziet haar niet staan. Arnie wordt al snel weer opgezocht door Appie. Hij heeft ontslag genomen bij de Dalstra's en komt een tijdje logeren bij Arnie. Appie wordt verliefd op Nicole en Nicole heeft dit door. Ze begint een relatie met hem om zo vaak mogelijk bij Arnie in de buurt te zijn. Arnie heeft eerst niets in de gaten. Als Arnie aan het slapen is, kruipt Nicole stiekem bij hem in bed. Ze probeert hem te zoenen, maar op dat moment komt Appie binnen. Appie is woedend op Arnie, maar hun ruzie wordt al snel weer bijgelegd. Arnie is klaar met Nicole. Nicole vertrekt samen met haar moeder naar het buitenland.

### Nieuwe familie
Suzanne wordt opgezocht door haar stiefvader René Thomassen. Hij wil dat Suzanne op zoek gaat naar haar zusje Adrie, die van huis is weggelopen. Arnie besluit met Suzanne mee te gaan. In het hotel herinnert Arnie zich dat zijn tante en oom hier ook vlak in de buurt wonen. Als Suzanne met haar zusje gaat praten, besluit Arnie langs te gaan bij zijn tante. Tante Karin is verrast door het bezoek van Arnie. Ze vindt het erg fijn dat hij hen eens opzoekt. Arnie vraagt zich af waarom Jef geen contact meer heeft met Robert. Karin vertelt dat zij verloofd was met Robert, maar op het laatste moment ervandoor ging met Jef. Robert heeft haar dit nooit kunnen vergeven. Karin vertelt dat oom Jef een baan heeft gekregen in de Meubelfabriek in Meerdijk. Ze willen hun huis gaan verkopen en iets anders gaan kopen in Meerdijk. Nu Arnies ouders naar New York zijn vertrokken, heeft Arnie genoeg ruimte denkt Arnie. Hij wil dat Karin en Jef bij hem in huis komen. Karin laat zich overhalen, maar Jef ziet het niet zitten. Hij moet eerst alles uitpraten met zijn broer. Robert denkt dat hij overkomt voor een gezellig weekendje met zijn zoon, maar ziet zijn schoonzus met Arnie in de woonkamer zitten. Robert werkt eerst tegen, maar kan het hun eindelijk vergeven. Hij geeft toestemming dat zijn broer zolang in zijn huis mag wonen.

### Gaby
Arnie zit nog steeds op school en krijgt les van Gaby Lorentz. Gaby geeft Nederlands. In het begin heeft Arnie vaak ruzie met haar, maar al snel worden ze vrienden. Karin en Jef nodigen Gaby voor het eten uit en Arnie ontdekt dat er meer is tussen zijn oom en Gaby. Als Arnie naar de flat van Gaby gaat, ziet hij zijn oom samen met Gaby. Uiteindelijk kan hij het niet verborgen houden voor zijn tante en breekt Jef met haar. Arnie is ook onder de indruk van Gaby en wil een relatie met haar. Gaby's auto staat bij de garage en daarom besluit Arnie haar op te halen. Gaby en Arnie gaan steeds vaker dingen doen en uiteindelijk worden ze verliefd. Gaby wil dat Arnie het geheimhoudt, omdat anders de hele school erover zal praten. Dit lukt een tijdje, totdat Arnie zich niet meer kan inhouden. De buitenwereld keurt de relatie af, maar Gaby en Arnie besluiten zich er niets van aan te trekken. Het leeftijdsverschil zorgt voor de nodige problemen. Arnie wil naar de disco en Gaby wil naar de opera. Ze besluiten allebei een keer met elkaar mee te gaan. Gaby wordt steeds vaker nagekeken en uiteindelijk kan ze het niet meer volhouden. Ze breekt met Arnie en wil hem nooit meer zien.

### Een schotwond
Arnies beste vriend Peter heeft een eigen vissersbedrijf en geeft Arnie een rondleiding. Samen met Mickey willen ze gaan varen. Arnie kan niet mee en besluit naar huis te gaan. Als hij net weg is, krijgen Peter en Mickey ruzie om het geweer. Mickey schiet per ongeluk een kogel af. Arnie valt op de grond neer, maar Peter en Mickey hebben niets door. Als ze terugkomen van het vissen zien ze Arnie op de grond liggen. Arnie wordt naar het ziekenhuis gebracht en geopereerd. Robert komt vanuit Amerika om bloed te geven. Arnie begint langzaam op te knappen en krijgt een affaire met verpleegster Julia Hamburger. Als Arnie naar huis mag, wil hij afscheid nemen van Julia. Als hij de kamer in loopt, hoort hij gekreun. Hij ontdekt dat Julia met meerdere patiënten naar bed gaat.

### New York
Net voor Kerstmis reist Arnie af naar zijn ouders in New York. Laura is bevallen van dochter Charlotte. Arnie is blij om zijn ouders weer te zien en wil zijn kleine zusje graag zien. In New York spreekt hij ook weer af met Linda. Linda zit onder de blauwe plekken en vraagt Arnie om hulp. Laura wil niet dat Arnie Linda helpt, omdat Herman Hogendoorn een gevaarlijke man is. In het café ontmoet Arnie stewardess Marjan de Winter. Ze kunnen het goed met elkaar vinden en gaan een keer met elkaar naar bed. Arnie krijgt toch weer gevoelens voor Linda en vertrekt met haar naar Nederland.

### Meerdijk
Linda en Arnie logeren tijdelijk bij hun tante Karin en hun oom Jef. Karin is niet zo blij met de terugkomst van Linda, ze is bang dat Linda Arnie weer pijn gaat doen. Linda heeft dit al snel door en voelt zich niet op haar gemak in Huize Alberts. Arnie belooft Linda dat hij snel een baan zal vinden zodat ze een eigen appartementje kunnen huren. Herman Hogendoorn wil dat Frits van Houten Linda laat zien dat ze het geld van hem nodig heeft om te kunnen leven. Uiteindelijk haalt Herman bakzeil.

### 1992-1996
Na enige tijd is Arnie degene die zijn relatie met de dan enigszins egocentrische Linda Dekker beëindigt. Arnie gaat werken voor de onbetrouwbare Martine Hafkamp die haar oog op Arnie heeft laten vallen. Arnie is niet geïnteresseerd, want hij heeft inmiddels een relatie met Roos de Jager. Deze verhouding is voor Arnie dan ook heel belangrijk, omdat ook zijn beste vriend Peter Kelder van haar gecharmeerd is. Dit leidt tot hevige aanvaringen tussen de twee beste vrienden. Uiteindelijk kiest Roos voor Arnie, waarna Peter en Arnie het weer bijleggen.
Arnie verliest zijn jonge zusje Lotje, vervolgens heeft hij zijn handen vol aan zijn moeder die helemaal opgaat in een gevaarlijke sekte. Na het vertrek van Peter Kelder trekt Arnie veel op met de jonge kunstenaar Stan Nijholt, de twee gaan op vakantie en worden goede vrienden, al is Arnie er niet bepaald van gecharmeerd dat zijn moeder en Stan het bij tijd en wijle ook wel goed met elkaar kunnen vinden. Hoewel Linda nog weleens roet in het eten wil gooien, verloven Arnie en Roos zich en trouwen uiteindelijk. Dit huwelijk wordt overschaduwd door ontwikkelingen rond Robert Alberts na diens affaire met Linda, de vermissing van Simon Dekker, de vergiftiging van Helen Helmink en het gesjoemel met AA&F-aandelen door onder andere Frits van Houten.
Als de rust weer is wedergekeerd vertrekken Arnie en Roos naar de Verenigde Staten (New York) om te studeren. Roos heeft hier last van heimwee en keert weer terug. Enige tijd later volgt Arnie die vervolgens bij AA&F gaat werken. Opnieuw krijgen Linda en hij een relatie, tot groot verdriet van Roos. Roos wordt zwanger van Arnie, maar ze besluit tot abortus nadat de twee uit elkaar zijn gegaan.
Arnie beleeft een losbandige periode en verdrinkt bijna als hij van een zeilboot valt met Linda. Hierna verzoenen Arnie en Roos zich en besluiten ze op zichzelf te gaan wonen nadat Arnie en Jef terug zijn van hun aanstaande reis naar Venezuela. Jef keert eerder terug dan Arnie, die langer zou blijven om de laatste zaken af te handelen. Tot schrik van iedereen blijkt hij helemaal niet terug te komen. Robert en Laura reizen af en zetten een uitgebreide zoekactie op touw, maar deze levert niets op. Algemeen wordt aangenomen dat Arnies vliegtuig is neergestort en dat hij niet meer leeft.

### 2000–2020
In het seizoen van 2000 wordt Arnie opgegeven als vermoedelijk overleden, omdat Roos de Jager nu wil trouwen met Gijs Bentz van den Berg terwijl ze officieel nog steeds is getrouwd met Arnie. Echter blijkt in 2005 naar boven te komen dat Guus Tuinman z'n zoon dat met dat van Robert & Laura te hebben verwisseld als baby. Waardoor Arnie's echt Identiteit Dennis Tuinman is, en Dennis Tuinman de echte Arnie Alberts is. Enkele weken later wordt Arnies stoffelijk overschot gevonden, waarna hij begraven wordt. Van het stoffelijk overschot wordt vernomen dat Arnie direct na de crash het ongeluk niet heeft kunnen overleven en is direct ter plekke overleden. Laura besluit Guus nog in te lichten, maar door z'n verdriet besluit hij alle contact met Laura en Dennis te verbreken.
Echter in de jubileum-aflevering van 1 oktober 2020 wordt Laura gebeld door Arnie, dit om te vertellen dat Laura door moet gaan met haar leven en dat het goed met hem gaat. Dit telefoongesprek is echter niet echt maar verbeeld Laura zich.

## Familiebetrekkingen
- Guus Tuinman (biologische vader)
- Conny Tuinman (biologische moeder; overleden)
- Noèmi Tuinman (biologische zus; overleden)
- Robert Alberts (wettige vader)
- Laura Selmhorst (wettige moeder)
- Lotje Alberts (wettige zus; overleden)
- Sil Selmhorst (wettige broer)
- Daantje Alberts (wettige halfzus)
- Milan Alberts (wettige halfbroer)

### Kinderen
- Miskraam (met Linda Dekker)
- Abortus (met Roos de Jager)

### Relaties
- Linda Dekker (relatie, 1990–1991)
- Linda Dekker (relatie, 1992 )
- Roos de Jager (relatie/huwelijk, 1992–1996)
- Linda Dekker (relatie, 1995–1996)